# Átány
Átány è un comune dell'Ungheria di 1.576 abitanti (dati 2001). È situato nella contea di Heves.